# Paralelní zapojení

Paralelní zapojení rezistorů

Paralelní zapojení  je zapojení elektrotechnických součástek v elektrickém obvodu vedle sebe, tzn. paralelní obvod obsahuje uzly, ve kterých se vodiče větví, a součástky mohou být umístěny v různých větvích. Elektrické napětí mezi dvěma uzly je stejné pro všechny větve. Elektrický proud procházející jednotlivými větvemi může být různý a závisí na odporu součástek ve větvích.

## Paralelní zapojení spotřebičů

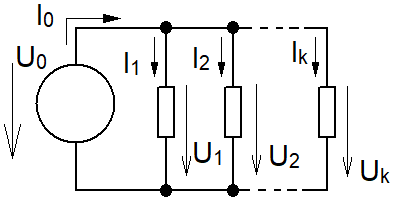
Jeden zdroj a k spotřebičů v paralelním zapojení

Jak vyplývá z Kirchhoffových zákonů, při paralelním řazení je součet proudů všemi větvemi roven celkovému proudu (1. Kirchhoffův zákon) a napětí na jednotlivých větvích je stejné (2. Kirchhoffův zákon). Typickým použitím paralelního obvodu je současné zapojení více spotřebičů v domácnosti (nebo obecně v jakékoliv elektrické síti), protože všechny spotřebiče vyžadují stejné napájecí napětí (např. 230 V). Přerušením obvodu v některé větvi (vypnutí spotřebiče) se nepřeruší obvod v jiné větvi (jiný spotřebič běží dál). Proudy odebírané jednotlivými větvemi se v uzlu sčítají, čímž je dán celkový odběr.
- Podle 1. Kirchhoffova zákona: {\displaystyle I_{0}=I_{1}+I_{2}+...+I_{k}=\sum _{n=1}^{k}I_{n}} (proud ze zdroje se dělí do spotřebičů)
- Podle 2. Kirchhoffova zákona: {\displaystyle U_{0}=U_{1}=U_{2}=...=U_{k}} (napětí se nedělí)
- {\displaystyle P=U\cdot I\rightarrow P_{0}=P_{1}+P_{2}+...+P_{k}=\sum _{n=1}^{k}P_{n}} (výkon se dělí do spotřebičů)

## Paralelní zapojení zdrojů

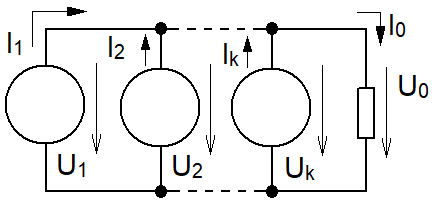
K zdrojů a jeden spotřebič v paralelním zapojení

Paralelně spojit více zdrojů napětí je možné pouze pokud mají všechny stejné napětí, v opačném případě mezi nimi potečou vyrovnávací proudy. Z takovéhoto zdroje můžeme odebírat proud, který se rovná součtu proudů které bychom mohli odebírat z jednotlivých zdrojů, v případě akumulátorů se tak sčítá jejích kapacita. Typickým použitím jsou trakční baterie pro napájení pohonu elektromobilů.
- Podle 1. Kirchhoffova zákona: {\displaystyle I_{0}=I_{1}+I_{2}+...+I_{k}=\sum _{n=1}^{k}I_{n}} (proudy ze zdrojů se sčítají do spotřebiče)
- Podle 2. Kirchhoffova zákona: {\displaystyle U_{0}=U_{1}=U_{2}=...=U_{k}} (napětí se nedělí)
- {\displaystyle P=U\cdot I\rightarrow P_{0}=P_{1}+P_{2}+...+P_{k}=\sum _{n=1}^{k}P_{n}} (výkon se sčítá do spotřebiče)

## Paralelní zapojení spínačů

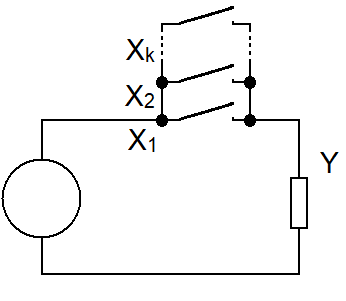
Zdroj napájející spotřebič přes k spínačů zapojených paralelně

Paralelní zapojení spínačů vytváří tzv. logickou funkci OR nebo též logický součet. K uzavření obvodu postačuje sepnutí libovolného ze spínačů. Typickým příkladem použití tohoto zapojení je případ ovládání jednoho spotřebiče z více míst.
- Logická funkce: {\displaystyle Y=X_{1}+X_{2}+...+X_{k}}
- Pravdivostní tabulka pro 2 vstupy (2 spínače):

| X1 | X2 | Y |
| -- | -- | - |
| 0  | 0  | 0 |
| 0  | 1  | 1 |
| 1  | 0  | 1 |
| 1  | 1  | 1 |

- Pravdivostní tabulka pro 3 vstupy (3 spínače):

| X1 | X2 | X3 | Y |
| -- | -- | -- | - |
| 0  | 0  | 0  | 0 |
| 0  | 0  | 1  | 1 |
| 0  | 1  | 0  | 1 |
| 0  | 1  | 1  | 1 |
| 1  | 0  | 0  | 1 |
| 1  | 0  | 1  | 1 |
| 1  | 1  | 0  | 1 |
| 1  | 1  | 1  | 1 |